# Propionil-CoA C2-trimetiltridecanoiltransferasi
La propionil-CoA C2-trimetiltridecanoiltransferasi è un enzima appartenente alla classe delle transferasi, che catalizza la seguente reazione:
4,8,12-trimetiltridecanoil-CoA + propanoil-CoA ⇄ 3-ossopristanoil-CoA + CoA
La SCPx (proteina perossisomale X trasportatrice di steroli) associa questa attività di tiolasi con la sua funzione di trasportatore, ed è coinvolta nella β-ossidazione della catena ramificata degli acidi grassi nei perossisomi. Agisce anche sul 3-ossopalmitoil-CoA come substrato ma è diversa dalla numero EC 2.3.1.16 (acetil-CoA C-aciltransferasi), che ha bassa attività sui 3-ossoacil-CoA esteri degli acidi grassi a catena 2-metil-ramificata come il 3-ossopristanoil-CoA.